# Piatră filozofală

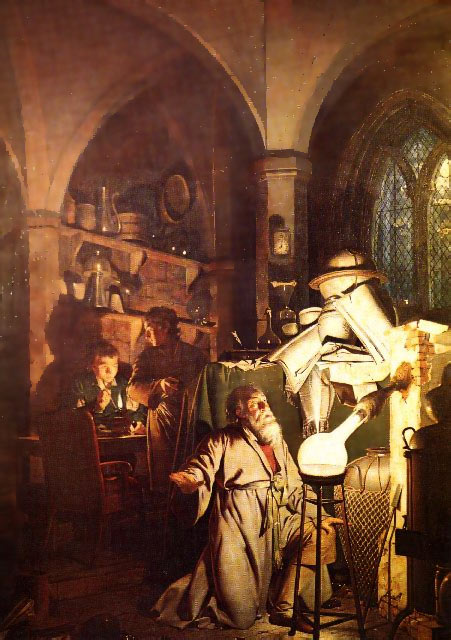
Alchimist în căutarea pietrei filozofale,
pictură în ulei de Joseph Wright (1771)

Piatra filozofală (în latină: Lapis philosophorum, în arabă: El Iksir, de unde și cuvântul „elixir”) este o substanță legendară cu ajutorul căreia alchimiștii pretindeau că pot transmuta metalele inferioare în aur. De asemenea, era considerată și panaceu: licoare care avea puterea (potrivit concepției alchimiste) de a vindeca toate bolile și de a dărui tinerețe veșnică.

## În alchimie
Având atâtea proprietăți miraculoase, e limpede că obținerea piatrei filozofale a fost unul din obiectivele alchimiei, identificându-se cu Magnum opus.
În cadrul istoriei alchimiei, să menționăm căteva personalități care au avut concepții pro sau contra posibilității obținerii acestei substanțe miraculoase:
- Jabir ibn Hayyan (c. 721 - c. 815), alchimist arab, cu numele latinizat Geber, considerat părintele chimiei, susține posibilitatea transmutării plumbului în aur sau argint. Pentru aceasta ar fi fost necesar acel al-iksir, substanță pe care Geber o imagina ca fiind o pulbere de culoare roșie.
- Avicenna (980-1037), savant și filozof tadjico-persan, care preia și dezvoltă elementele înaintate ale gândirii aristotelice, este sceptic în privința pietrei filozofale, discreditând teoria transmutării substanțelor.
- Albertus Magnus
- Paracelsus
- Ramon Llull
- Nicolas Flamel

Unul dintre cei care au avut implicatii importante in studiul acestei substante a fost Isaac Newton care a scris o asa-zisa ,,reteta", alcatuita din limba latina, greaca veche si engleza veche, acestea fiind completate cu simboluri.